# Gescher
Gescher település Németországban, azon belül Észak-Rajna-Vesztfália tartományban. Lakosainak száma 17 467 fő (2023. december 31.). Gescher Velen, Südlohn, Coesfeld, Stadtlohn, Reken és Rosendahl községekkel határos.

## Népesség
A település népességének változása:
| Lakosok száma | 13 577 | 17 118 | 17 253 | 17 205 | 17 186 | 17 361 | 17 467 |
|               | 1975   | 2015   | 2017   | 2019   | 2021   | 2022   | 2023   |